# デビッド・ハッセルホフ

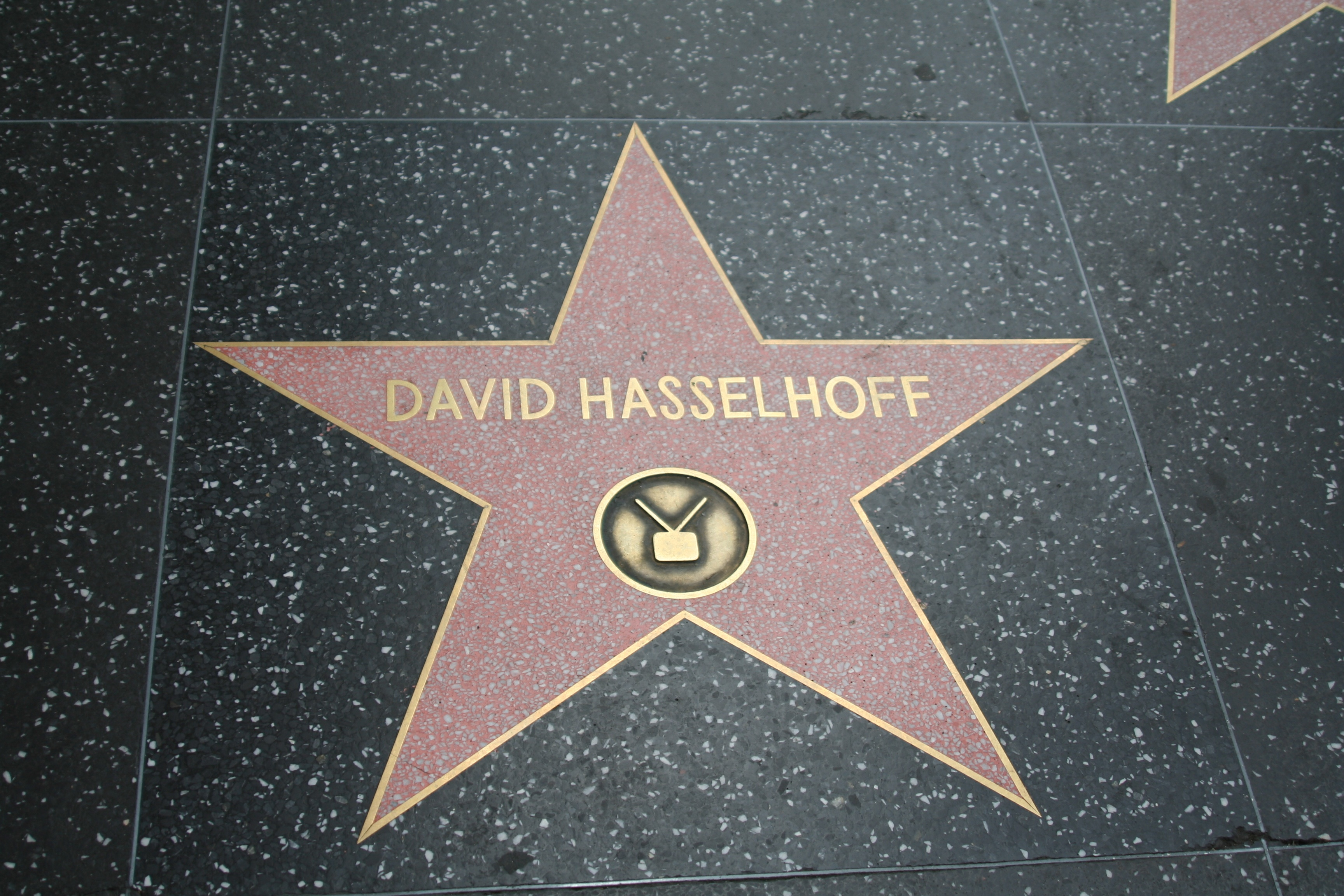
ハリウッド・ウォーク・オブ・フェームにあるハッセルホフの星

デビッド・マイケル・ハッセルホフ（David Michael Hasselhoff, 1952年7月17日 - ）は、アメリカ合衆国メリーランド州ボルティモア出身の俳優、タレント、実業家、映画プロデューサー。身長193 cm (6' 4")。愛称は「ザ・ホフ」 (the Hoff)。

## 経歴
10代よりモデルとして活動をはじめ、21歳のときバラエティTV番組『ザ・ディーン・マーティン・ショー』(The Dean Martin Comedy Hour) に出演して徐々に知名度を上げた。がっちりとした体格と整ったマスク、加えて野性味溢れる振る舞いで注目され、1970年代後半からはテレビだけでなく、映画界にも進出した。
1982年より放送が開始されたテレビシリーズ『ナイトライダー』での好演が人気を呼び、一躍スターの座を獲得。ロングランの人気シリーズとなった。1984年に同作で恋人役で共演したキャサリン・ヒックランドと結婚したが、1989年に離婚している。同時期に放送していた人気コメディドラマ『アーノルド坊やは人気者』のシーズン6第15 - 16話『ハリウッド大事件（前・後篇）』では、ゲストで「ナイトライダーに主演しているハッセルホフ本人」として出演。
このころから俳優業と並行して歌手活動を展開し、人気を博すようになった。1989年1月1日にベルリンのブランデンブルク門で50万人のファンを集め「Looking For Freedom」を発表、ドイツ、オーストリア、スイスの3か国でナンバーワンヒットとなった。ハッセルホフは「壁の両側で民衆の心が動くのを感じた」と発言し、この年に起こったベルリンの壁崩壊と翌年のドイツ再統一への協力になったと語っている。
また、この年にはテレビシリーズ『ベイウォッチ』に主演し、これも長寿シリーズとなった。一方、1994年の『アバランチ/雪崩』では悪役も演じて演技の幅を広げ、2004年の『ドッジボール』では主人公の敵方であるドイツチームの監督役を演じるなど、脇役でも存在感を示す俳優となった。
2002年頃からアルコール依存症の治療でクリニックに通院するようになった。2006年、2番目の妻パメラ・バッハとの離婚が成立、2人の娘はハッセルホフとバッハの共同親権になった。2007年5月、床に這って食事をするハッセルホフの姿を娘が撮影した映像がYouTubeで公開された。娘はこの映像を公開することで彼が改心し、アルコール依存から立ち直ることを期待した。撮影者である娘は「今、ここではっきり言って。いつ止めるの？」と映像の中で繰り返し問いかけている。
2009年5月2日の夜、ロサンゼルスの自宅で意識を失っているところを娘に発見され、救急車で病院に搬送された。娘が彼を発見したときは意識のない状態で、病院に着いたときにはほとんど息をしていなかった。ハッセルホフの体からは、カリフォルニア州法定の飲酒運転レベルの4倍ものアルコールが検知された。10月、過度の飲酒で攻撃的になり駆けつけた医師を殴打し、翌11月には発作を起こし病院に搬送された。
2012年より、27歳年下のモデルのヘイリー・ロバーツとの交際を開始し、3度プロポーズしいずれも断られていたが、2016年に婚約した。2018年に結婚を発表。
2012年には、アメリカ・マサチューセッツ州のコンビニエンスストアチェーンが店頭に設置しているハッセルホフの特大POPの大半が盗難に遭ったと報じられたほか、ジャスティン・ビーバーがハッセルホフの愛称をプリントしたシャツを着たいと申し出るなど若者にも名前が知られるようになった。ハッセルホフ自身は「俺は子どもたちにもまだまだ人気があるってことだ」とコメントした。
2014年6月に開催された、車好きのお金持ちや映画・テレビスターがドレスアップした愛車でお祭り騒ぎしながら世界を走り回るラリーイベント「ガムボール3000」に、ナイトライダー仕様にカスタムした日産・GT-Rで参加。スピード違反で違反切符を切られた。

## 主な出演作品
吹替声優は『ナイトライダー』関連の作品はささきいさおが、『ベイウォッチ』関連の作品は菅生隆之が担当している。

### 映画
| 公開年 | 邦題 原題                                                                    | 役名                                     | 備考                                               |
| ------ | ---------------------------------------------------------------------------- | ---------------------------------------- | -------------------------------------------------- |
| 1976   | GO! GO! チアガールの復讐 Revenge of the Cheerleaders                         | ボナー                                   | 日本未公開                                         |
| 1978   | スタークラッシュ Starcrash uchyu dai sensou                                  | サイモン・プリンス                       |                                                    |
| 1988   | エクソシストの謎 La Casa 4 (Witchcraft)                                      | ゲイリー                                 |                                                    |
| 1988   | アウトライダー W.B., Blue and the Bean                                       | ロジャー・“ホワイト・ブレッド”・ドナルド | 製作                                               |
| 1989   | FIRE AND RAIN Fire and Rain                                                  | Dr.ダン・マイヤー                        |                                                    |
| 1990   | ファイナル・リベンジ/復讐へのカウントダウン The Final Alliance               | ウィル・コルトン                         |                                                    |
| 1991   | 新ナイトライダー2000 Knight Rider 2000                                       | マイケル・ナイト                         | テレビ映画                                         |
| 1993   | 爆走三銃士 Ring of the Musketeers                                            | ジョン・スミス・ダルタニアン             |                                                    |
| 1994   | アバランチ/雪崩 Avalanche                                                    | ダンカン・スナイダー                     |                                                    |
| 1996   | グリッドファイヤー Gridlock                                                  | ジェイク・ゴースキー                     |                                                    |
| 1998   | エア・タービュランス/ベイウォッチ Baywatch: Crash                            | ミッチ・ブキャナン                       | テレビ映画                                         |
| 2000   | たったひとつの愛 One True Love                                               | マイク・グラント                         |                                                    |
| 2001   | ズールー大戦争 Shaka Zulu: The Citadel                                       | ムンゴ・プレンティス                     |                                                    |
| 2003   | ベイウォッチ/灼熱のセクシー・トラップ Baywatch: Hawaiian Wedding             | ミッチ・ブキャナン                       | 別タイトル『ハワイより愛をこめて』 テレビ映画 製作 |
| 2004   | スポンジ・ボブ/スクエアパンツ ザ・ムービー The SpongeBob SquarePants Movie   | 本人役                                   |                                                    |
| 2004   | ア・ダーティ・シェイム A Dirty Shame                                         |                                          |                                                    |
| 2004   | ドッジボール Dodgeball: A True Underdog Story                                | 本人役(ドイツチーム監督)                 |                                                    |
| 2006   | もしも昨日が選べたら Click                                                   | エイマー社長                             |                                                    |
| 2008   | レッド・アラート3 Red Alert 3                                                | 副社長                                   |                                                    |
| 2008   | アナコンダ3 Anaconda III                                                     | ハーマット                               |                                                    |
| 2011   | イースターラビットのキャンディ工場 Hop                                       | 本人役                                   |                                                    |
| 2012   | ピラニア リターンズ Piranha 3DD                                              | 本人役                                   |                                                    |
| 2014   | クレイジー・ドライブ Stretch                                                 | 本人役                                   |                                                    |
| 2015   | シャークネード エクストリーム・ミッション Sharknado 3: Oh Hell No!           | ギルバート・シェパード                   |                                                    |
| 2016   | シャークネード4 Sharknado 4: The 4th Awakens                                 | ギルバート・シェパード大佐               |                                                    |
| 2017   | ベイウォッチ Baywatch                                                        | 師匠                                     |                                                    |
| 2017   | ガーディアンズ・オブ・ギャラクシー:リミックス Guardians of the Galaxy Vol. 2 | 本人役                                   |                                                    |

### テレビシリーズ
| 放映年    | 邦題 原題                                                    | 役名                             | 備考                                                 |
| --------- | ------------------------------------------------------------ | -------------------------------- | ---------------------------------------------------- |
| 1973      | ザ・ディーン・マーティン・ショー The Dean Martin Comedy Hour | イギリス人守衛                   | 1エピソード                                          |
| 1975      | ポリス・ストーリー Police Story                              | 駐車係                           | 1エピソード                                          |
| 1982-1986 | ナイトライダー Knight Rider                                  | マイケル・ナイト                 | 84エピソード                                         |
| 1984      | アーノルド坊やは人気者 Different Strokes                     | ナイトライダーを演じている本人役 | シーズン6第15 - 16話『ハリウッド大事件（前・後篇）』 |
| 1988      | 新・弁護士 ペリー・メイスン Perry Mason                      | ビリー・トラヴィス               | シーズン10第9話『湖に消えた女』                      |
| 1989-2001 | ベイウォッチ Baywatch                                        | ミッチ・ブキャナン               | 219エピソード                                        |
| 1995-1997 | ベイウォッチ・ナイツ Baywatch Nights                         | ミッチ・ブキャナン               | 44エピソード                                         |
| 2008      | ナイトライダー ネクスト Knight Rider                         | マイケル・ナイト（初代）         | パイロット版『序章』                                 |
| 2011      | サンズ・オブ・アナーキー Sons of Anarchy                     | ドンド                           | シーズン4 第5話                                      |
| 2022      | ヤング・シェルドン Young Sheldon                             | 本人                             | シーズン4第10話                                      |